# Rhinella gnustae
Espèce
Synonymes
- Bufo gnustae Gallardo, 1967

Statut de conservation UICN

 DD  : Données insuffisantes
Rhinella gnustae est une espèce d'amphibiens de la famille des Bufonidae.

## Répartition
Cette espèce est endémique de la province de Jujuy en Argentine. Elle se rencontre jusqu'à 2 800 m d'altitude dans le bassin du Río Grande de Jujuy.

## Publication originale
- Gallardo, 1967 : Bufo gnustae sp. nov. del grupo de B. ockendeni Boulenger, Hallado en la provincia de Jujuy, Argentina. Neotropica, vol. 13, p. 54-56.